# Collarodontia
Collarodontia is een geslacht van kreeftachtigen uit de klasse van de Ostracoda (mosselkreeftjes).

## Soort
- Collarodontia aranea Jellinek, 1993